# Trichostomum stenophyllum
Trichostomum stenophyllum là một loài Rêu trong họ Pottiaceae. Loài này được (Cardot) X.J. Li & Z. Iwats. miêu tả khoa học đầu tiên năm 1996.